# Contea di Yongning
La contea di Yongning (永宁县S, Yǒngníng XiànP) è una contea della Cina, situata nella regione autonoma di Ningxia e amministrata dalla prefettura di Yinchuan.